# 小机城
小机城（こづくえじょう）は、武蔵国橘樹郡小机郷（現在の神奈川県横浜市港北区小机町）にあった日本の城（平山城）。「小机城址」として神奈川県の特別緑地保全地区に指定されている（2006年5月15日指定）。周辺は市民の森として城の遺構が整備されている。

## 歴史・沿革

### 戦国時代
小机城は、永享の乱（1438年 – 1439年）の頃に関東管領上杉氏によって築城されたとされるが、正確な築城年代は分かっていない。
この城が歴史に登場したのは、長尾景春の乱のうち1478年（文明10年）に起きた攻守戦である。山内上杉家の家宰であった長尾景春が、父の死後に家宰職を相続できなかったことに端を発し、主家に対する反乱を起こした。このとき景春の味方をした小机城を太田道灌が攻撃をした。この時、道灌は近くの集落の松の大木の下に腰掛け、「小机はまず手習いの初めにて、いろはにほへとちりぢりとなる」と歌を詠んで味方を鼓舞した。程なく、鶴見川対岸の亀の甲山に陣をとり、約2か月をかけて落城させたとされる。道灌が歌を詠んだ松は以後「硯松」と伝えられ、松は数度の植えなおしを経て、石碑とともに残る（横浜市神奈川区羽沢町）。
その後は廃城となったが、この地域が後北条氏の勢力下に入ると北条氏綱の手により修復され、家臣の笠原信為が城主として配置され、小机衆が組織された。笠原氏は、小机城を中心に付近の村に僧侶を招き寺を建立するなど城下の整備に力を注いだと見られ、江戸時代になってもその子孫は代々この地の付近に住んでいた。その後、城主は北条氏堯、北条氏政の弟三郎（上杉景虎ではないらしい）、北条氏光と替わっている。1590年（天正18年）の豊臣秀吉による小田原征伐の際には、無傷のまま落城した。その後、徳川家康の関東入府のときに廃城とされた。

### 近現代
城跡は地元の人々に「城山」と呼ばれ、1892年（明治25年）2月5日、橘樹郡小机村（のちの城郷村の一部）の九大字（下菅田、羽沢、三枚橋、小机、鳥山、片倉、神大寺、六角橋、岸根）は「小机」としていた村名を改め、城があった郷すなわち城郷（しろさと）村とすることを村議会で決定した。城郷村の名は以後、各集落が1927年（昭和2年）に横浜市に編入されるまで使われ、編入後も学校名などに「城郷」として残っている。
2017年（平成29年）4月6日、「続日本100名城」（125番）に選定された。

### 現状

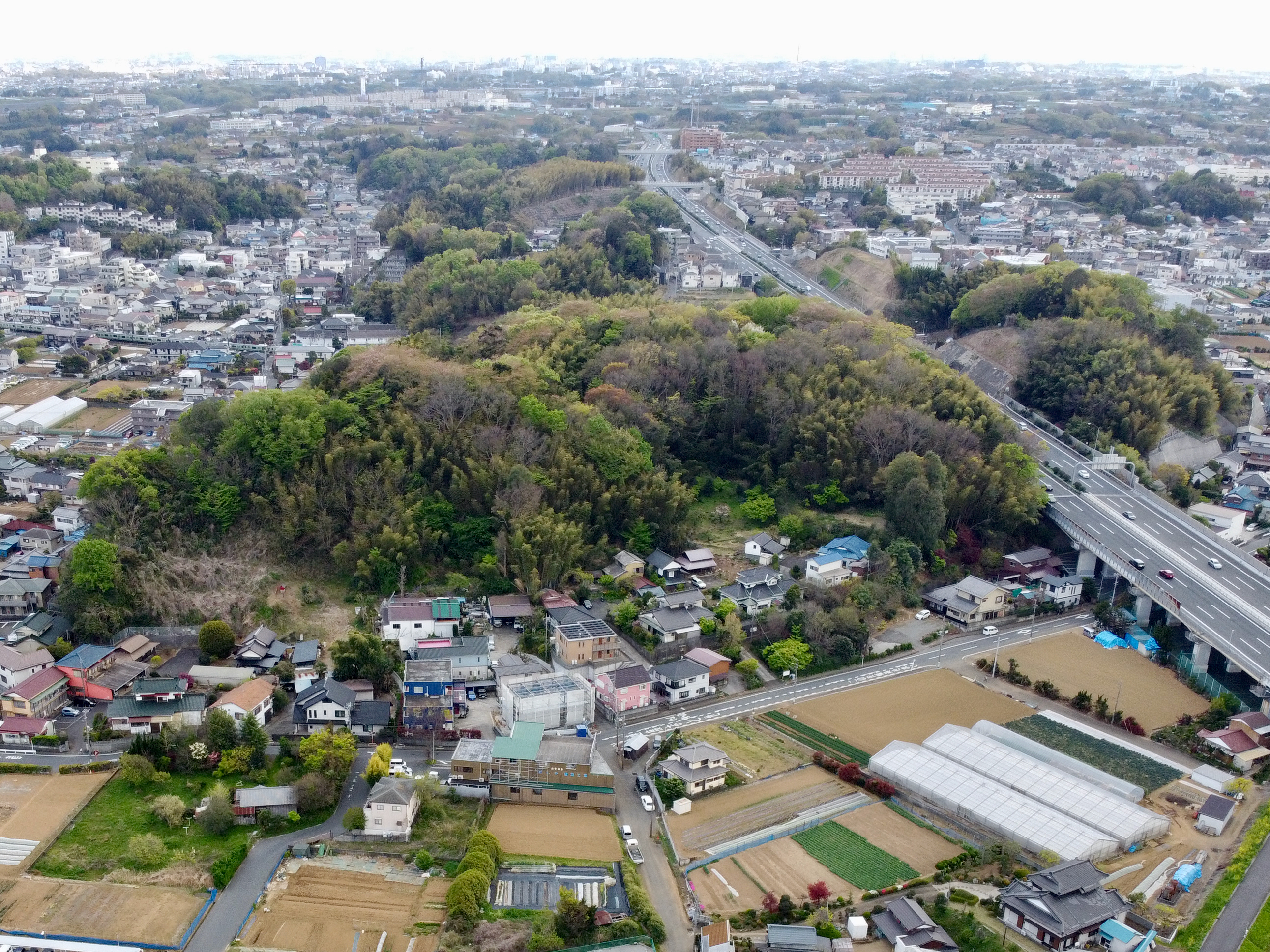
小机城址を縦断する第三京浜道路 (2020年4月)

小机城の跡は小机城址市民の森として整備されているが、史跡指定等は一切されていない（埋蔵文化財包蔵地の周知のみ）。城郭の主要な二つの郭とその間の細い郭は残されている。現在ニ郭とされている場所の一部では発掘調査が行われた。
現在「本丸」とされている西側の郭では野球が行われたりしていて、遺構が徐々に傷んでいる。「本丸」の西側の一部は、第三京浜道路の建設の際に分断され、破壊された。また、西側の尾根続きにも城跡が続いていたが、地下に横浜線の城山トンネルが貫通し、その上の遺構が大きく破壊されてしまった。第三京浜道路を挟んだ郭の側には堀切の痕跡があるが、それより先の場所は宅地となり開発が進み遺構は確認できない。また塚が存在するが遺構の一部かは不明である。

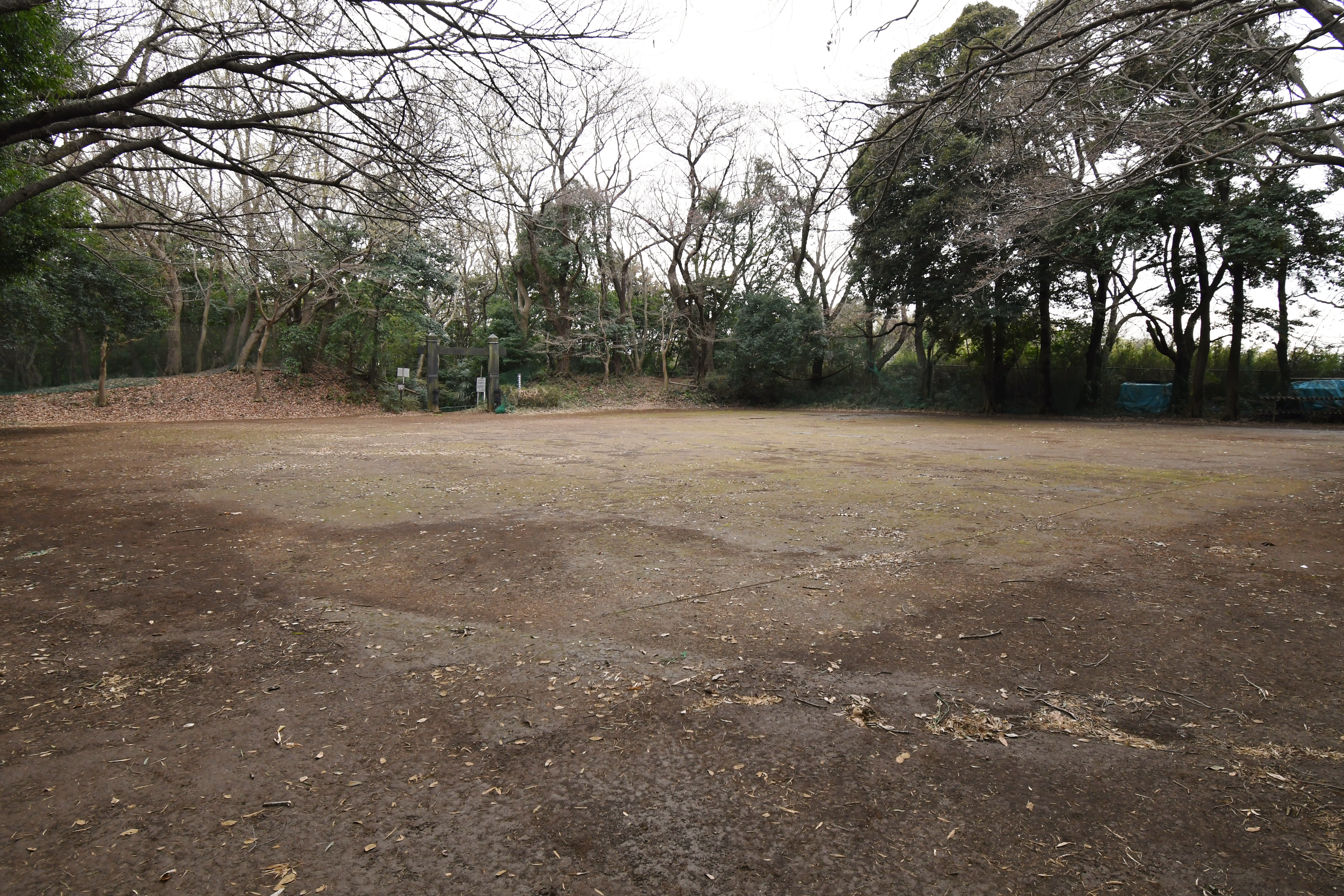
西郭
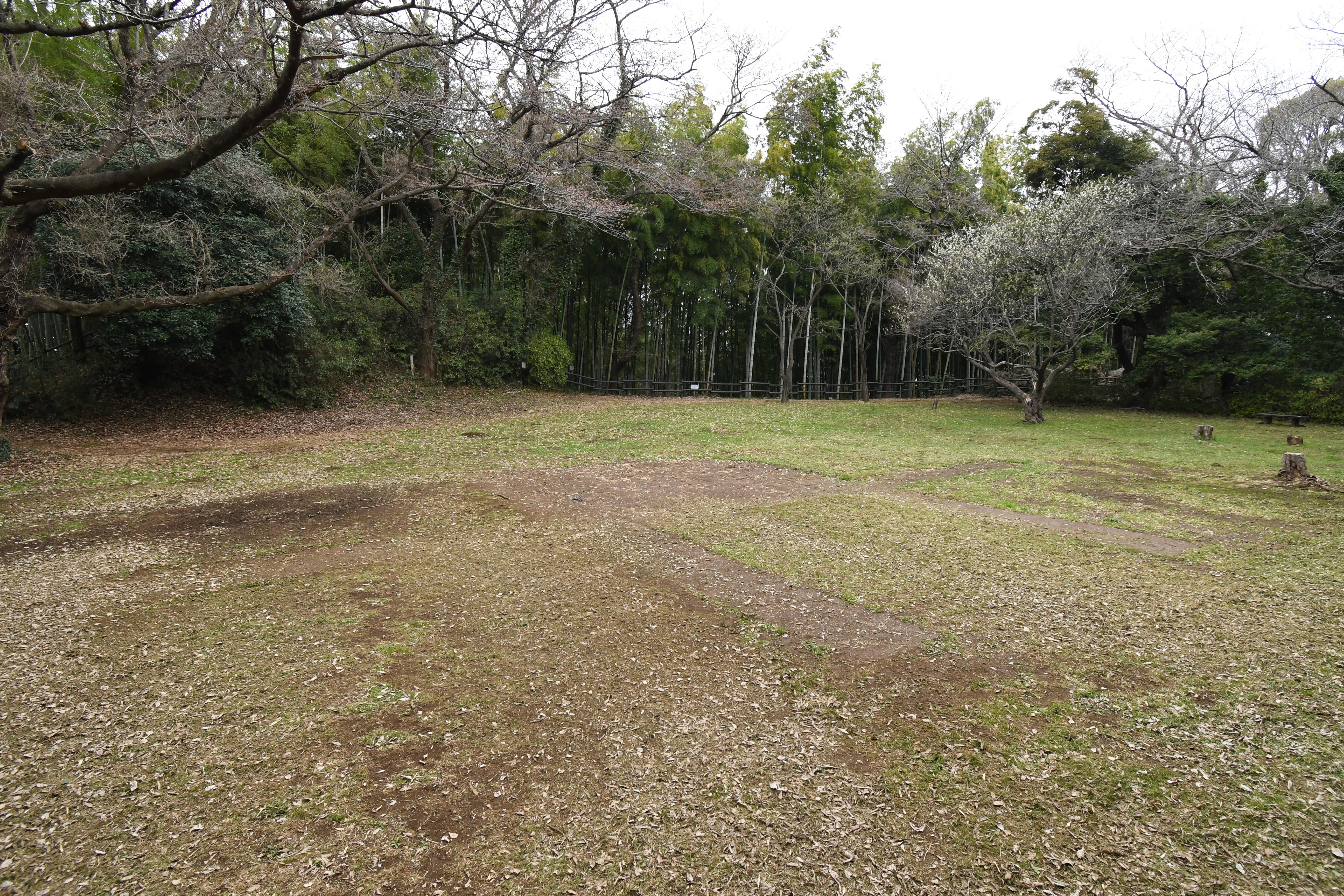
東郭
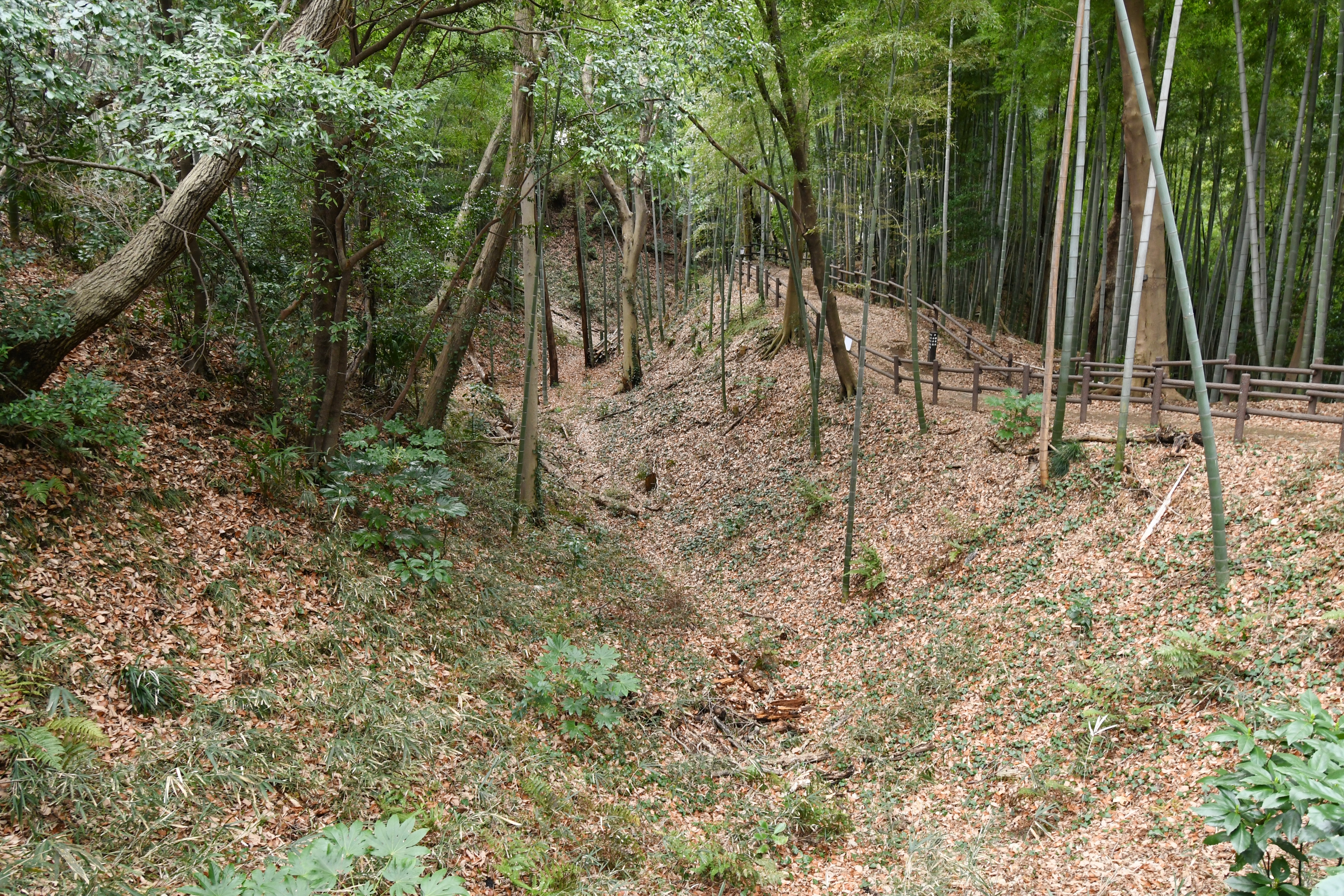
西郭南堀（左に西郭）
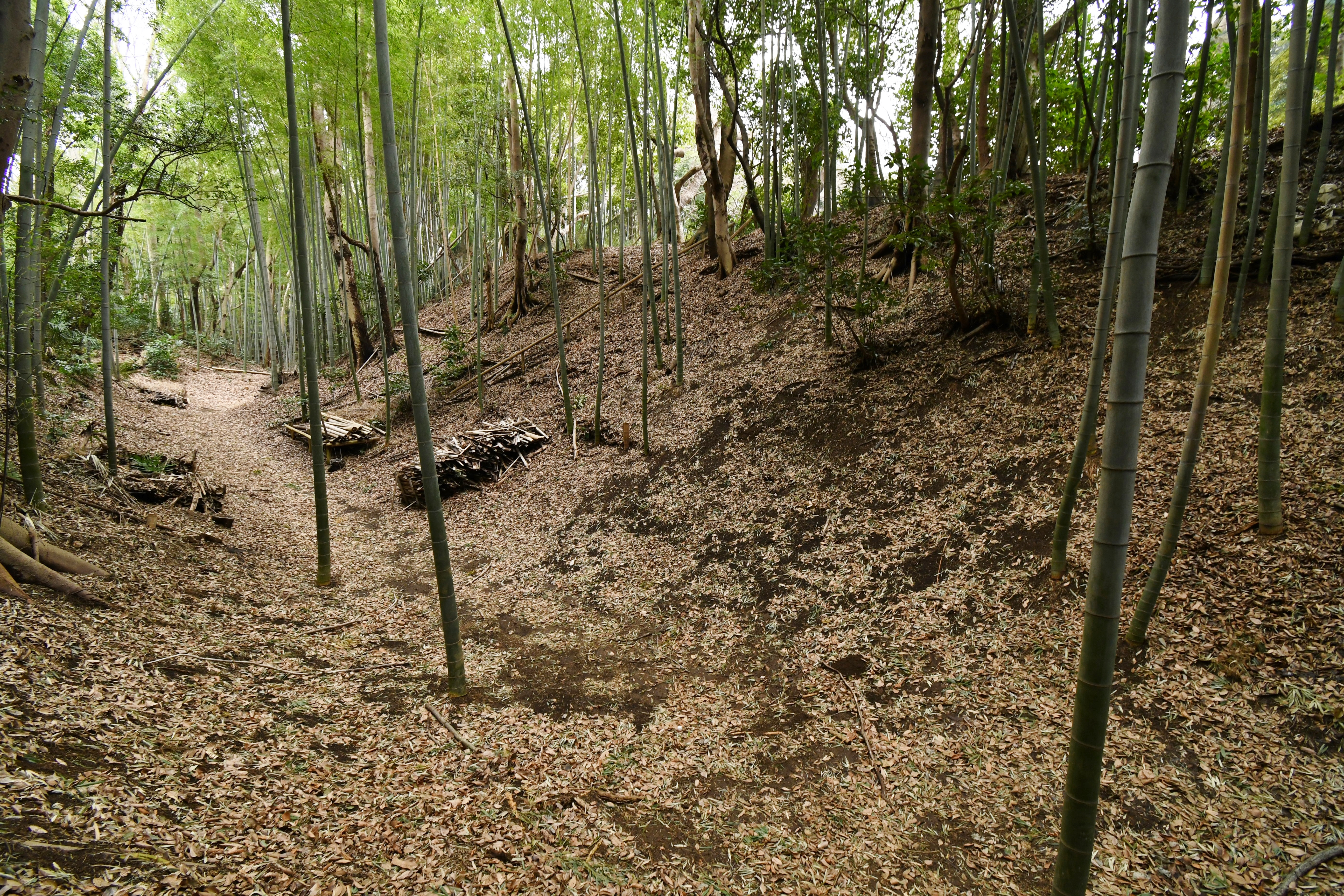
西郭北堀（右に西郭）
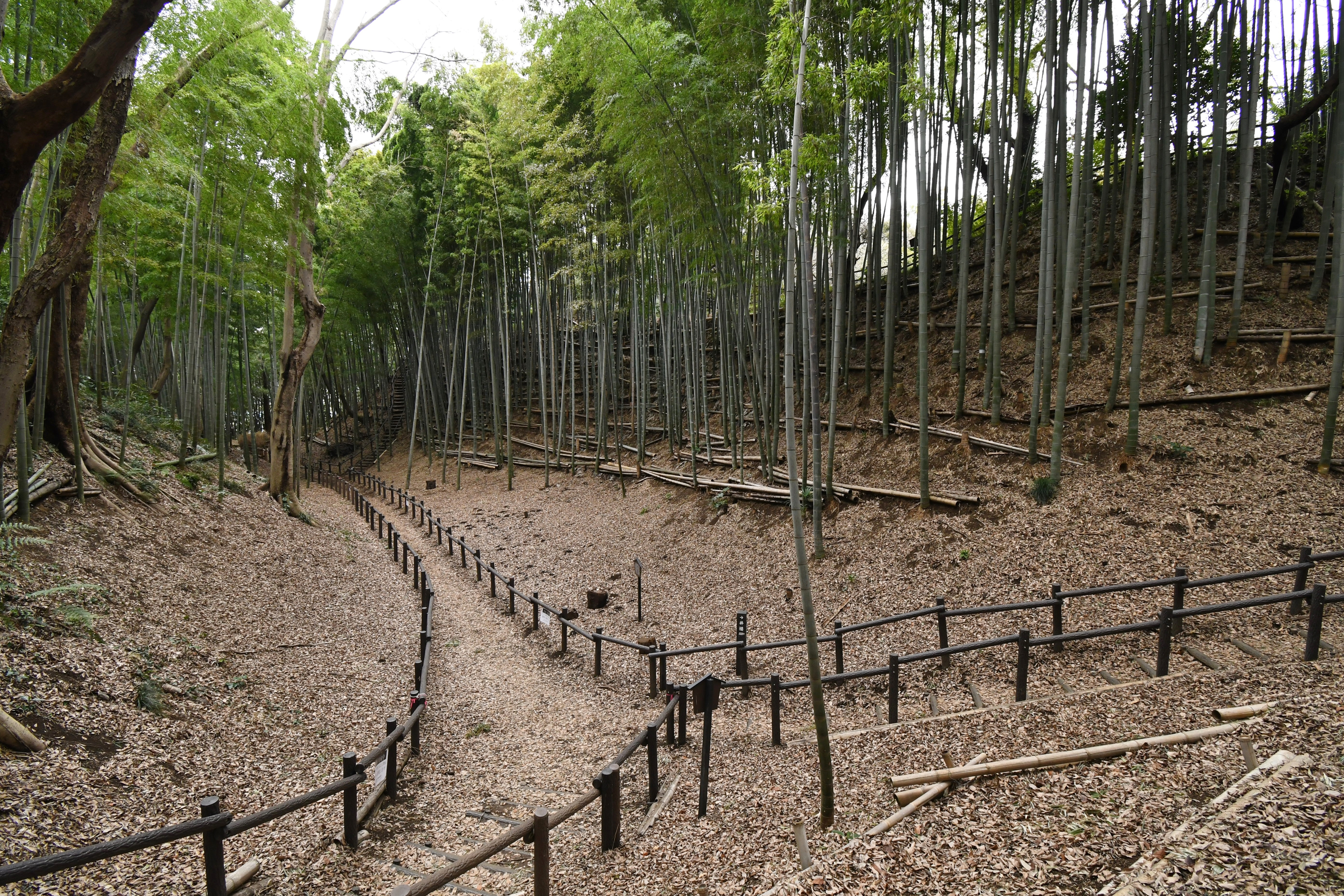
東郭北堀（右に東郭）
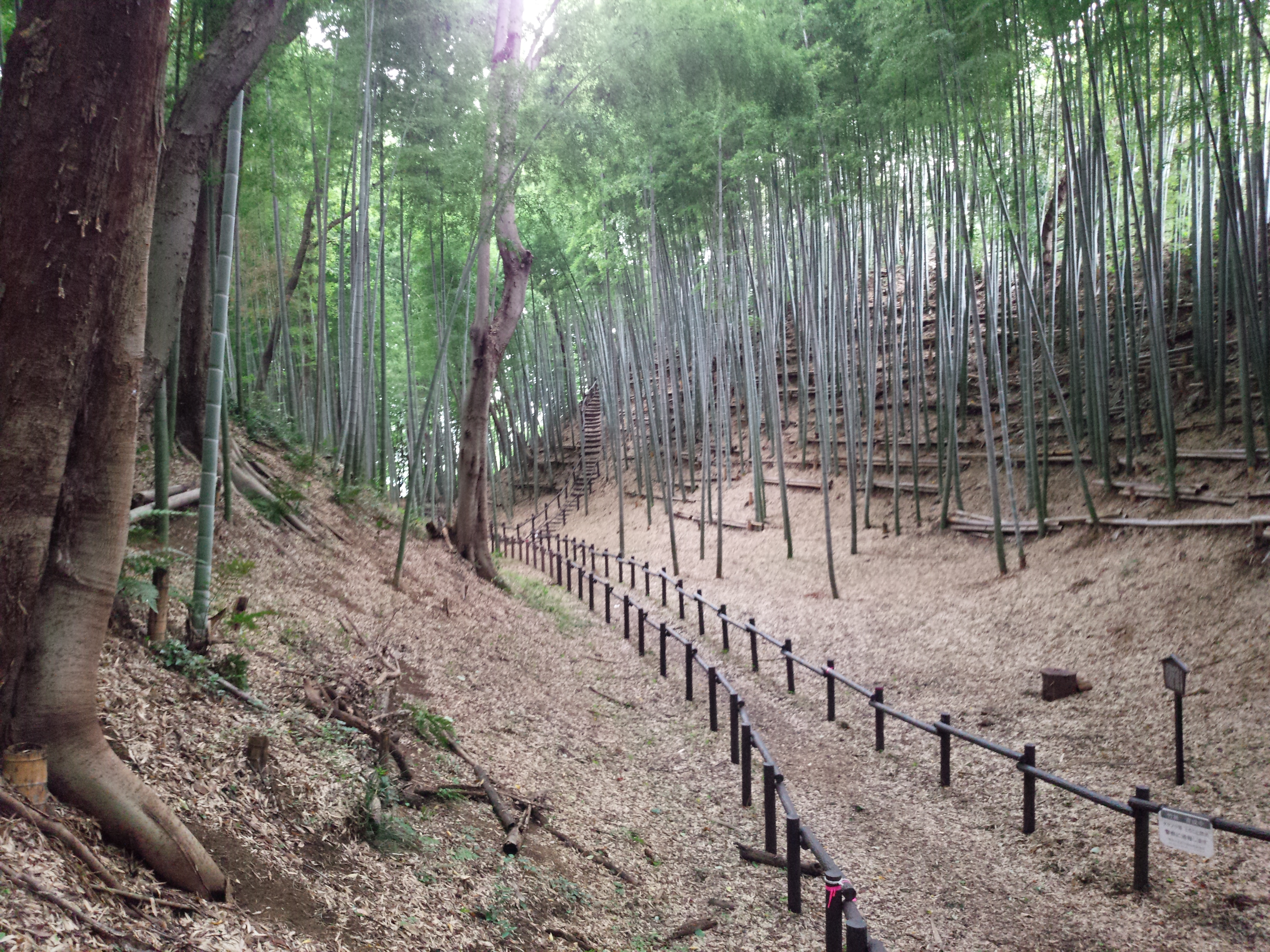
東郭下の空堀
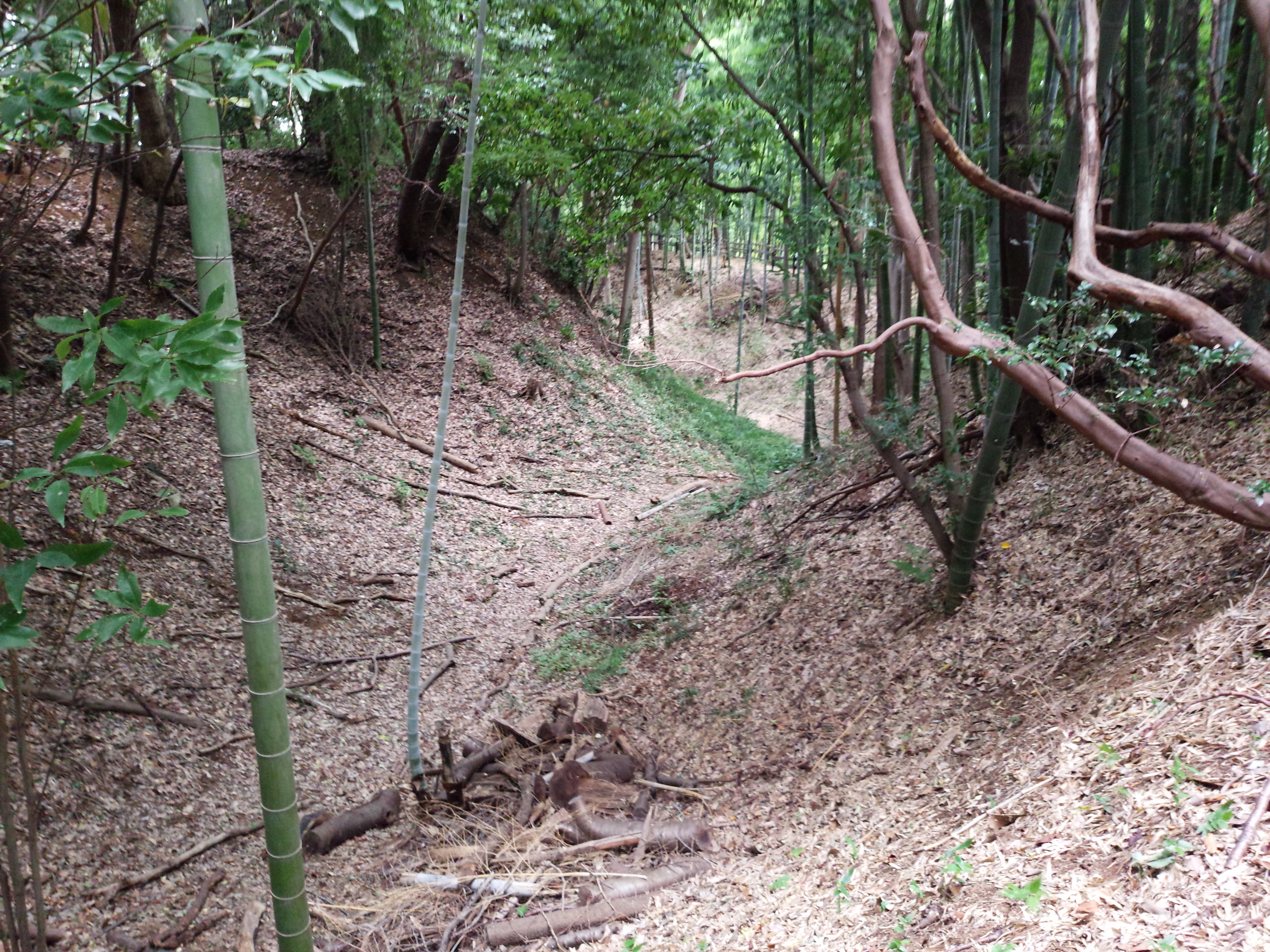
東郭と中間に存在する小郭間の空堀
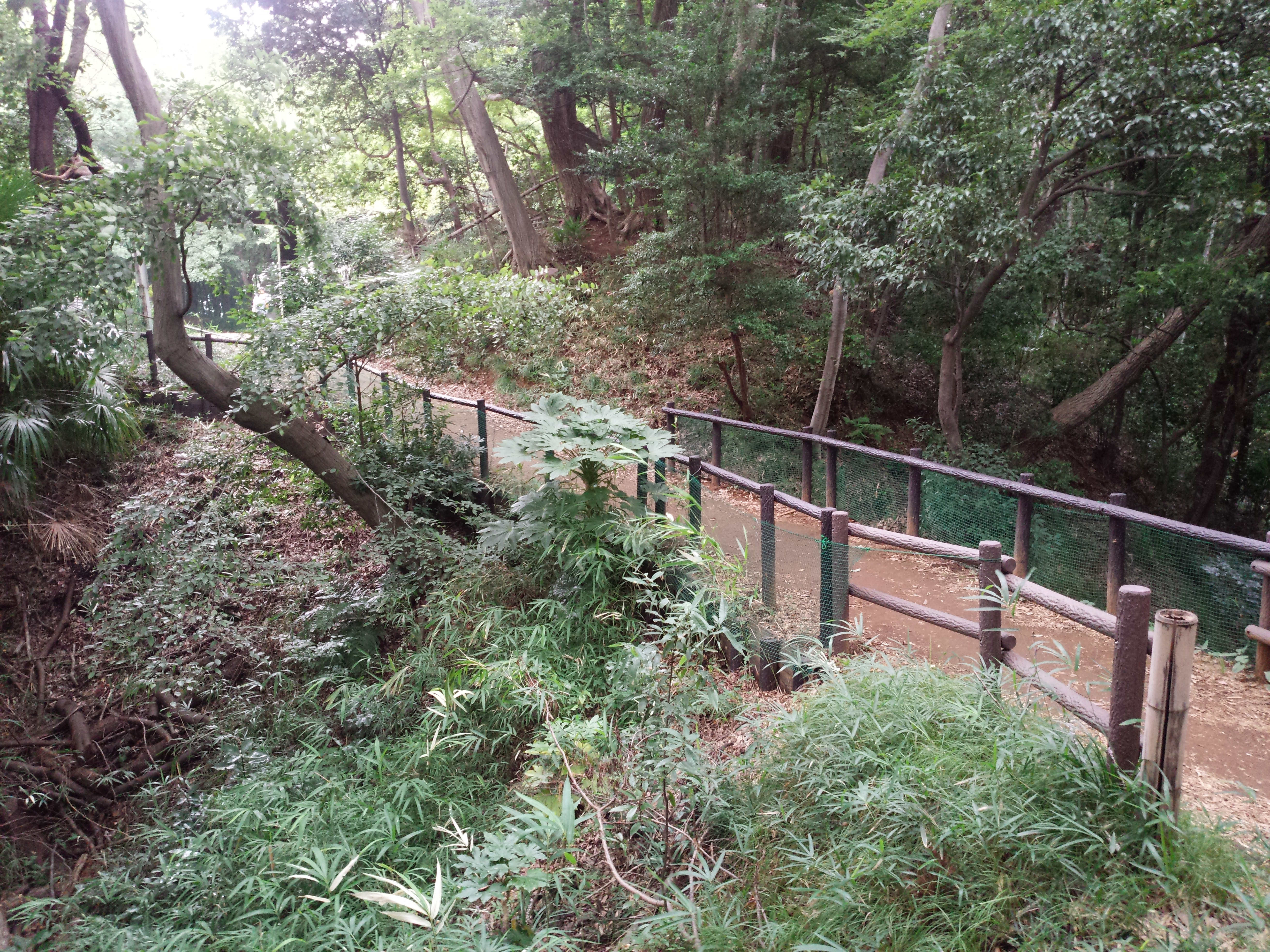
西郭へと繋がる土橋と虎口
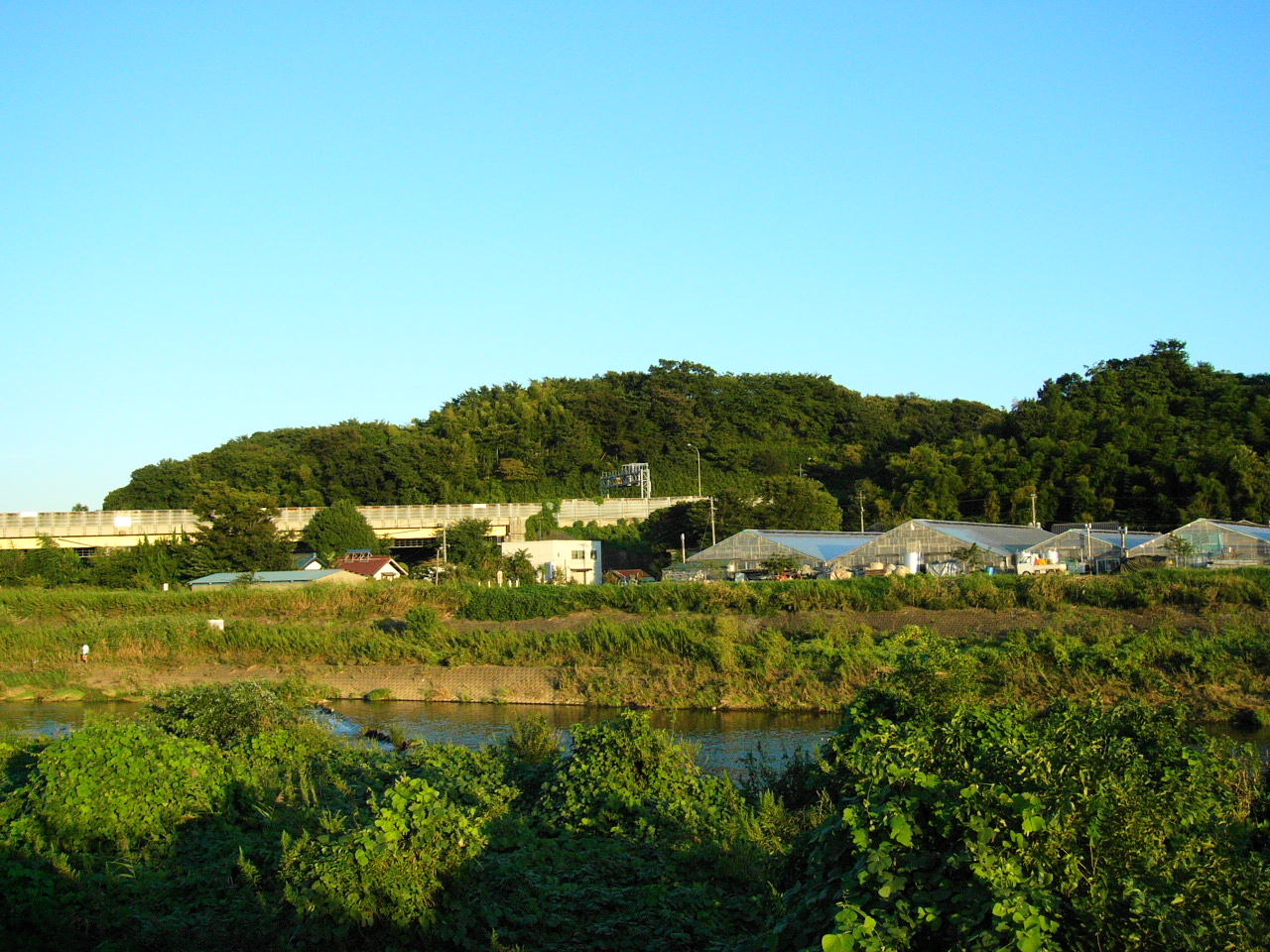
小机城址市民の森

## 主郭論争と登城路
主要な二つの郭のうちどちらが主郭であったかは不明である。現在の表示では、西側の郭を「本丸」としている。しかし、西村 (2010)は、東側の郭を主郭としている。
八巻 (2019)は、小机城についての江戸時代からの調査・研究をまとめている。それによれば、主郭を東側とする者 4 人、西側とする者 2 人、東側から西側に移ったとする者 2 人、明示していない者 3 人である。また、登城路は、4つを挙げている。

## 周辺
同じ旧城郷村内の大字神大寺には、小机城の合戦で亡くなった兵士を供養した「九養塚」、「十三塚」や、太田道灌が小机方の残兵を処刑した「磔原」、その血で谷戸が赤く染まったといわれる「赤田谷戸」などの地名が存在していた。